# Diptychus sewerzowi
Diptychus sewerzowi es una especie de peces de agua dulce de la familia de los Cyprinidae.

## Distribución geográfica
Se encuentra en el territorio de la antigua URSS.